# Hervé Boussard

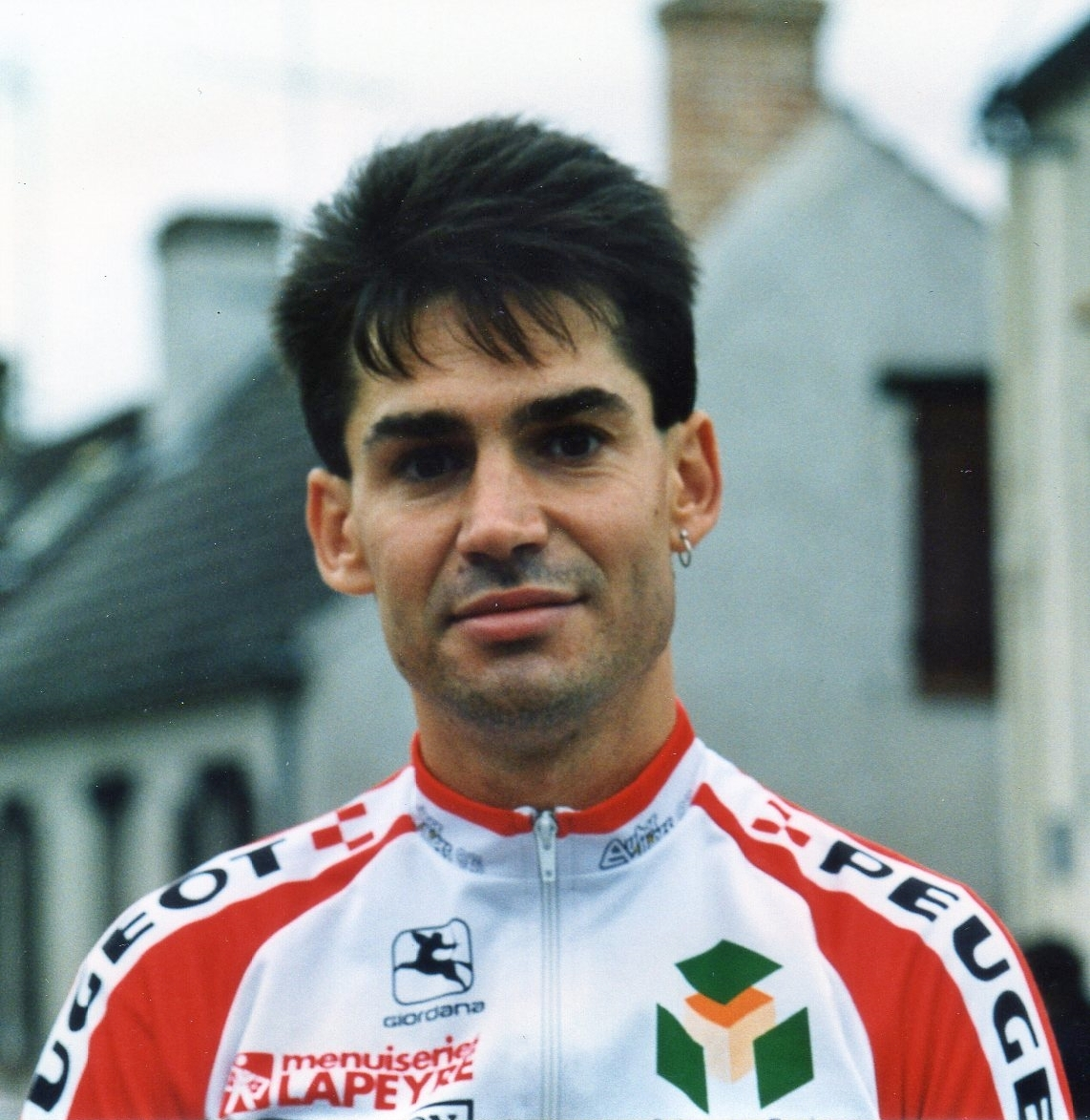
Hervé Boussard (1994)

Hervé Boussard  (* 8. März 1966 in Pithiviers; † 26. Juni 2013) war ein französischer Radrennfahrer.
Bei den Olympischen Sommerspielen 1992 gewann Boussard gemeinsam mit Didier Faivre-Pierret, Jean-Louis Harel und Philippe Gaumont im Mannschaftszeitfahren eine Bronzemedaille. 1991 gewann er das Etappenrennen Tour d’Eure-et-Loir. 
Er war von 1994 bis 1997 Profi beim Radsportteam BigMat-Auber 93, konnte in dieser Zeit aber keine nennenswerten Erfolge erzielen.
Boussard – der in seinen letzten Lebensjahren Manager des Team Wasquehal Junior war – starb rund einen Monat nach Philippe Gaumont, seinem Teamkollegen bei den Olympischen Spielen, infolge eines Epilepsieanfalls.